# Sterculia insularis
Sterculia insularis är en malvaväxtart som beskrevs av Robert Brown. Sterculia insularis ingår i släktet Sterculia och familjen malvaväxter. Inga underarter finns listade i Catalogue of Life.